# 孙志辉
孙志辉（1949年—），汉族，中华人民共和国政治人物、第十一届全国政协委员。
加入中国共产党，担任国土资源部原党组成员、国家海洋局局长。2008年，当选第十一届全国政协委员，代表科学技术界，分入第三十组。并担任教科文卫体委员会专委。